# Comté de Pilbara-Est
Pour les articles homonymes, voir Pilbara (homonymie).
Le Comté de Pilbara-Est est une zone d'administration locale dans le centre de l'Australie-Occidentale en Australie. C'est le plus vaste comté d'Australie et l'un des plus grands au monde.
Le centre administratif du comté, Newman, abrite plus de la moitié de la population.
Le comté est divisé en un certain nombre de localités :
- Newman ;
- Jigalong (communauté aborigène) ;
- Marble Bar ;
- Nullagine ;
- Telfer.

Le comté a 10 conseillers locaux en 6 circonscriptions.